# Ecatu
Ecatu é um bairro rural (área urbana isolada) do município brasileiro de Tanabi, que integra a Região Metropolitana de São José do Rio Preto, no interior do estado de São Paulo.

## História

### Origem
O bairro de Ecatu se desenvolveu ao redor da estação ferroviária aberta como Posto E, inaugurada pela Estrada de Ferro Araraquara em 01/10/1943.

## Geografia

### Demografia

#### População urbana
| Crescimento população urbana | Crescimento população urbana | Crescimento população urbana | Crescimento população urbana |
| Censo                        | Pop.                         |                              | %±                           |
| ---------------------------- | ---------------------------- | ---------------------------- | ---------------------------- |
| 1980                         | 524                          |                              | —                            |
| 1991                         | 675                          |                              | 28,8%                        |
| 2000                         | 710                          |                              | 5,2%                         |
| 2010                         | 669                          |                              | −5,8%                        |
| 2022                         | 587                          |                              | −12,3%                       |
| Fonte: IBGE e Fundação SEADE |                              |                              |                              |

Até o Censo 2010 (IBGE) Ecatu era classificado pelo IBGE como área urbana isolada do distrito sede.

### Rodovias
O principal acesso ao bairro é a Rodovia Euclides da Cunha (SP-320).

### Ferrovias
Pátio Ecatu (ZEC) da Linha Tronco (Estrada de Ferro Araraquara), sendo a ferrovia operada atualmente pela Rumo Malha Paulista.

## Serviços públicos

### Saneamento
O serviço de abastecimento de água é feito pelo Serviço Autárquico Ambiental de Tanabi (SAAT).

### Energia
A responsável pelo abastecimento de energia elétrica é a CPFL Paulista, distribuidora do grupo CPFL Energia.

### Telecomunicações
O bairro era atendido pela Telecomunicações de São Paulo (TELESP), que inaugurou a central telefônica utilizada até os dias atuais. Em 1998 esta empresa foi vendida para a Telefônica, que em 2012 adotou a marca Vivo para suas operações.

## Religião
O Cristianismo se faz presente no bairro da seguinte forma:

### Igreja Católica
- A igreja faz parte da Diocese de Votuporanga.[12]

### Igrejas Evangélicas
- Congregação Cristã no Brasil.[13]